# Vittinge
Vittinge è un'area urbana della Svezia situata nel comune di Heby, contea di Uppsala.
La popolazione risultante dal censimento 2010 era di 460 abitanti.